# 橋岡優輝
橋岡 優輝（はしおか ゆうき、1999年1月23日 - ）は、埼玉県浦和市出身の陸上競技選手。専門は跳躍競技。走幅跳の世界ジュニア陸上競技選手権大会、アジア陸上競技選手権大会、ユニバーシアード金メダリスト。同種目では日本歴代2位となる8m36を記録している。また、サッカー選手の橋岡大樹、橋岡和樹は従兄弟。

## 経歴
埼玉県浦和市（現・さいたま市浦和区）出身。さいたま市立高砂小学校、さいたま市立岸中学校、八王子学園八王子高等学校、日本大学スポーツ科学部卒業。富士通所属。現在はアメリカ・フロリダ州のタンブルウィードTCを拠点としている。
両親ともに元陸上競技選手のサラブレッドである。父の利行は日本選手権で7度優勝した棒高跳の元日本記録保持者であり、母の直美（城島直美）は三段跳と100mハードルの元日本記録保持者である。
さいたま市立岸中学校で陸上を始め、私立八王子学園八王子高校で走り幅跳びに転向、高校生歴代10傑となる7m70（+1.4）の好記録を出して脚光を浴びた。
日本選手権では3連覇を果たしている。
2019年の世界陸上ドーハ大会では7m97（-0.2）を記録して8位になり、日本人史上初の世界陸上入賞を果たした。
2021年の東京オリンピックの陸上競技男子走り幅跳び予選では、1本目に8m17を跳び、決勝進出条件の8m15を超えたことで同種目で37年ぶりとなる日本選手の決勝進出を果たした。決勝では2本目で7m95を跳んで上位8人に入って入賞を確定させた。最終6本目では8m10の跳躍を見せて6位に入り、37年ぶりの日本選手入賞を果たした。
2022年6月12日、ヤンマースタジアム長居で行われた日本選手権の男子走幅跳で、2本目に8m27（+1.4）を記録し、同年7月に米オレゴン州で行われる世界選手権の代表に内定した。
オレゴン州で行われた世界選手権では、予選で8m18の全体1位となる跳躍を見せて、決勝に駒を進めた。しかし、決勝では7m86の跳躍に留まり、10位に終わった。
2024年3月15日、アメリカの競技会「Hurricane Invitational」に出場し、2回目の試技で8ｍ28（追い風1.4ｍ）を記録し、パリオリンピックの参加標準記録（8ｍ27）を突破した。同年6月29日、日本選手権第3日男子走り幅跳び決勝を7ｍ95で2年ぶり6度目の優勝を果たし、2大会連続となるパリオリンピック出場が決まった。
2024年パリオリンピックの陸上競技男子走り幅跳び予選では、1回目がファウル、2回目で7m72cm、3回目で7m81cmと記録を伸ばしたが、全体で17位となり決勝に進出できなかった。

## 記録
| 種目   | 記録   | 風速 | 開催場所            | 年月日        | 備考           |
| ------ | ------ | ---- | ------------------- | ------------- | -------------- |
| 100m   | 10秒53 | +0.6 | 日本 東京都世田谷区 | 2020年4月4日  |                |
| 100m   | 10秒44 | +3.1 | 日本 東京都世田谷区 | 2022年4月9日  | 追い風参考記録 |
| 200m   | 21秒72 | +1.9 | 日本 東京都世田谷区 | 2020年4月4日  |                |
| 走幅跳 | 8m36   | +0.6 | 日本 大阪府大阪市   | 2021年6月27日 | 日本歴代2位    |

- 四種競技 - 2681点（110mハードル15秒36、砲丸投10m91cm、走高跳1m89cm、400m走54秒46）
- 400m - 54秒26
- 110mハードル - 15秒00
- 走高跳 - 2m01
- 砲丸投 - 11m46

## 家族・親族
父の利行は日本選手権で7度優勝した棒高跳の元日本記録保持者、母の直美（城島直美）は三段跳と100mハードルの元日本記録保持者。
チャンス・リガのSKスラヴィア・プラハに所属する橋岡大樹と関東サッカーリーグ2部のエリース東京FCに所属する橋岡和樹は従兄弟。
叔母（母の妹）の城島良子は100mハードルのU20アジアチャンピオン、その夫の渡辺大輔はシドニーオリンピックの男子走幅跳代表選手、叔母（父の弟の妻）の笹川深雪は200m走の全中チャンピオンである。